# Ghislain de Diesbach
Ghislain Jean Marie de Diesbach de Belleroche (Le Havre, 6 agosto 1931 – Viry-Châtillon, 14 dicembre 2023) è stato uno scrittore e biografo francese.

## Biografia
Di famiglia nobile d'origine svizzera, era figlio del conte Jean de Diesbach de Belleroche e di Marie-Alice Dupâquier-Serre. Si era laureato in giurisprudenza all'università di Aix-en-Provence, lavorando poi in alcuni uffici pubblici, e dal 1956 al 1995 (data del pensionamento) all'Union des assurances de Paris. Convinto realista, nostalgico dell'ancien régime e promotore delle "buone maniere", scrisse numerose biografie, per le quali è stato più volte premiato.

## Opere
- Iphigénie en Thuringe: nouvelles, Julliard, Paris, 1960; n. ed. Via Romana, Versailles, 2016;
- Un joli train de vie, Julliard, Paris, 1962 (Prix Cazes brasserie Lipp);
- Favre de Thierrens, essai biographique, Émile-Paul, Paris, 1964;
- Les Secrets du Gotha, Julliard, Paris, 1964; n. ed. Perrin, Paris, 2012;
- George III, Berger-Levrault, Paris, 1966;
- Le Grand Mourzouk, Julliard, Paris, 1969, n. ed. Via Romana, Versailles, 2015; trad. Silvana Quarantotto, Il gran Murzuk, Ed. del Borghese, Milano, 1971;
- Le Tour de Jules Verne en quatre-vingts livres, Julliard, Paris, 1969; n. ed. Le Tour de Jules Verne en 80 livres, Perrin, Paris, 2002; Jules Verne politiquement incorrect?, Via Romana, Versailles, 2019;
- Le Gentilhomme de notre temps: manuel des bonnes manières, nouveau traité de savoir-vivre, Hachette Littérature, Paris, 1972;
- Service de France, Émile-Paul, Paris, 1972;
- Histoire de l'émigration: 1789-1814, Bernard Grasset, Paris, 1975 (Prix Feydeau-de-Brou);
- Necker ou la Faillite de la vertu, Perrin, Paris, 1978;
- (con Robert Grouvel), Échec à Bonaparte: Louis-Edmond de Phélippeaux, 1767-1799, Perrin, Paris, 1979 (Prix Eugène-Piccard dell'Académie française);
- Ferdinand Bac: 1859-1952, Paris, 1979;
- Aix-Marseille 1949-1955: souvenirs, Paris, 1981;
- Madame de Staël, Perrin, Paris, 1983 (Prix Goncourt de la biographie); trad. Gioia Re Bernardinis, Madame de Staël, Mursia, Milano, 1991;
- La Princesse Bibesco: 1886-1973, Perrin, Paris, 1986;
- La Double Vie de la duchesse Colonna: 1836-1879: la Chimère Bleue, Perrin, Paris, 1988; n. ed. Penthes, Pregny-Genève, 2015;
- (con Jean Tulard e altri), La Contre-Révolution. Origines, Histoire, Postérité, Perrin, Paris, 1990;
- Proust, Perrin, Paris, 1991 (Prix de la biographie de l'Académie française);
- Philippe Jullian: un esthète aux enfers, Plon, Paris, 1993;
- Chateaubriand, Perrin, Paris, 1995 (Prix du PEN club français);
- Au bon patriote: nouvelles, Plon, Paris, 1996;
- Ferdinand de Lesseps, Perrin, Paris, 1998 (Prix Second-Empire; Prix des Ambassadeurs; Prix Charles-Garnier);
- La Comtesse de Ségur, née Rostopchine, Perrin, Paris, 1999 (Prix des intellectuels indépendants);
- Un lieu tout plein de gaîtéìì, Poly Print, Paris, 2001;
- Louis de Diesbach 1893-1982, essai biographique00, Poly Print, Paris, 2001;
- Un prince 1900: Ferdinand Bac, Perrin, Paris, 2002;
- L'Abbé Mugnier: le confesseur du Tout-Paris, Perrin, Paris, 2003[1];
- Une éducation manquée: souvenirs, 1931-1949, Perrin, Paris, 2005; n. ed. Via Romana, Versailles, 2009;
- Petit Dictionnaire des idées mal reçuesìì, Via Romana, Versailles, 2007 (Prix Renaissance des lettres);
- Gare Saint-Charles: souvenirs 1949-1957, Via Romana, Versailles, 2009;
- Richard Burton, P.U.F., Paris, 2009;
- Le Goût d'autrui: portraits anecdotiques, Via Romana, Versailles, 2010;
- Un début à Paris: souvenirs 1957-1966, Via Romana, Versailles, 2013;
- Nouveau savoir-vivre: éloge de la bonne éducation, Perrin, Paris, 2014;
- La Vie des autres: souvenirs d'un biographe, Bibliothèque cantonale et universitaire de Fribourg, 2018;
- Vieille Angleterre de ma jeunesse, Paris, Lacurne, 2020.